# 泉大津市立病院
泉大津市立周産期小児医療センター（いずみおおつしりつしゅうさんきしょうにいりょうせんたー）は、大阪府泉大津市にある医療機関である。泉大津市病院事業の設置等に関する条例により設置された市立の病院である。救急告示病院に指定されている。

## 沿革
- 1927年（昭和2年）    4月 - 和泉伝染病院が開院。
- 1930年（昭和5年）    6月 - 和泉公民病院に改称。
- 1950年（昭和25年）  5月 - 公立和泉病院に改称し、総合病院になる。
- 1972年（昭和47年）  4月 - 泉大津市立病院に改称。
- 1998年（平成10年）  5月 - 新病院での診療開始。
- 2009年（平成21年）10月 - 地域周産期母子医療センターを開設。
- 2024年（令和6年）12月- 泉大津市立周産期小児医療センターに改称。

## 診療科
- 内科[2]
- 小児科[2]
- 外科[2]
- 脳神経外科[2]
- 整形外科[2]
- 眼科[2]
- 呼吸器外科[2]
- 小児外科[2]
- 神経内科[2][2]
- 消化器外科[2]
- 皮膚科[2]
- 泌尿器科[2]
- 産婦人科[2]
- 放射線科[2]
- 麻酔科[2]
- 肛門外科[2]
- 乳腺・内分泌外科[2]
- 内視鏡外科[2]
- 消化器内科[2]
- 耳鼻咽喉科[2]
- リハビリテーション科[2]
- 新生児内科[2]

## 医療機関の認定
(この節の出典)
- 保険医療機関
- 労災保険指定病院
- 生活保護法指定病院（中国残留邦人等の円滑な帰国の促進並びに永住帰国した中国残留邦人等及び特定配偶者の自立の支援に関する法律（平成六年法律第三十号）に基づく指定医療機関を含む。）
- 結核指定病院
- 原子爆弾被害者一般疾病医療取扱病院
- 戦傷病者特別援護法指定医療機関
- 母体保護法指定医の配置されている医療機関
- 指定養育病院
- 指定療育機関
- 指定小児慢性特定疾病医療機関
- 臨床研修病院
- 指定自立支援病院（育成医療）
- 特定疾患治療研究事業委託医療機関
- 精神保健指定医の配置されている医療機関
- DPC対象病院
- 身体障害者福祉法指定医の配置されている医療機関
- 地域周産期母子医療センター
- 医療保護施設（中国残留邦人等の円滑な帰国の促進並びに永住帰国した中国残留邦人等及び特定配偶者の自立の支援に関する法律に基づく医療保護施設を含む。)
- 診療科名中に産婦人科、産科又は婦人科を有する病院にあっては、公益財団法人日本医療機能評価機構が定める産科医療補償制度標準補償約款と同一の産科医療補償約款に基づく補償の有無
- がん診療拠点病院（府指定）[3]
- 肝炎専門医療機関[4]
- このほか、各種法令による指定・認定病院であるとともに、各学会の認定施設でもある。

## 交通アクセス
- 南海本線「泉大津駅」より徒歩約12分[5]。
- JR阪和線「和泉府中駅」より徒歩約25分[5]。
- 南海バス利用の場合
  - 南海本線「泉大津駅」1・2番のりばから乗車、「池浦中央」停留所より徒歩約５分[5]。
  - JR阪和線「和泉府中駅」3番のりばから乗車、「池浦中央」停留所より徒歩約５分[5]。